# Abaulamento
O abaulamento é um fenômeno de inestabilidade elástica que afecta a elementos estruturais bidimensionais quando estes se submetem a tensões de compressão segundo seu plano ou superfície média.
Em engenharia estrutural o problema de abaulamento não se apresenta em elementos propriamente bidimensionais como placas ou lâminas senão que também pode aparecer localmente em partes bidimensionais de elementos como a alma ou as abas de uma viga, os nervos laterais de reforço de um depósito, etc.

## Abaulamento de placas
O exemplo mais simples de abaulamento é o de uma placa retangular simplesmente apoiada em seus quatro lados e submetida a compressão mediante cargas uniformes aplicadas sobre dois de seus lados opostos. De uma maneira similar a flambagem de elementos unidimensionais, uma placa sem defeitos de curvatura permanece aproximadamente plana até o momento em que a compressão alcança um valor crítico, e então flamba com deformações laterais.
A equação diferencial para a flambagem de placas, estabelecida por Bryan em 1891, para o caso simples de uma placa simplesmente apoiada sobre seus lados e comprimida segundo uma só direção é uma modificação da equação de governo de Lagrange para placas:
{\displaystyle \Delta \Delta w={\frac {N_{cr}}{D}}{\frac {\partial ^{2}w}{\partial y^{2}}}}
Onde:
{\displaystyle \Delta \;}, é o operador laplaciano.
{\displaystyle w(x,y)\;}, é a deflexão lateral no ponto (x, y) da placa.
{\displaystyle N_{cr}\;}, é o esforço axial crítico por unidade de longitude que representa a compressão máxima a partir da qual se produz o abaulamento.
{\displaystyle D\;}, é a rigidez flexional da placa.
{\displaystyle y\;}, é a direção paralela às compressões da placa.
Para uma placa retangular de lados a e b e espessura t, comprimida uniaxialmente, a carga crítica ou esforço axial crítico por unidade de longitude é dado por:
{\displaystyle N_{cr}=k_{m}{\frac {\pi ^{2}D}{b^{2}}}={\frac {k_{m}\pi ^{2}Et}{12(1-\nu ^{2})}}\left({\frac {t}{b}}\right)^{2}\geq {\frac {\pi ^{2}Et}{3(1-\nu ^{2})}}\left({\frac {t}{b}}\right)^{2}}
Onde o coeficiente km depende das condições de apoio nas bordas da placa. Por exemplo para uma placa simplesmente apoiada o n-ésimo modo de flambagem com m semiondas é dado por um valor de km:
{\displaystyle k_{m}=\left({\frac {bm}{a}}+{\frac {a}{bm}}\right)\geq 4}
O esforço crítico de flambagem será dado por o valor que minimiza o anterior coeficiente. O valor concreto de m depende da relação a/b ainda que o valor de km que dá a carga crítica que é sempre 4, para uma placa simplesmente apoiada em suas bordas.

## Aplicações
O estudo do abaulamento é extremamente importante no desenvolvimento de blindagens contra projéteis, pois o abaulamento causa grandes tensões no lado oposto ao impacto no eixo de simetria de materiais, como o aço e compósitos.